# Краун (Пенсільванія)
Краун (англ. Crown) — переписна місцевість (CDP) в США, в окрузі Клеріон штату Пенсільванія. Населення — 201 особа (2020).

## Географія
Краун розташований за координатами 41°23′38″ пн. ш. 79°15′50″ зх. д. / 41.39389° пн. ш. 79.26389° зх. д. (41.393939, -79.263766).  За даними Бюро перепису населення США в 2010 році переписна місцевість мала площу 6,61 км², з яких 6,57 км² — суходіл та 0,04 км² — водойми.

## Демографія
Згідно з переписом 2010 року, у переписній місцевості мешкали 183 особи в 79 домогосподарствах у складі 55 родин. Густота населення становила 28 осіб/км².  Було 137 помешкань (21/км²).
Расовий склад населення:
| - 98,9 % — білих - 0,5 % — азіатів |

До двох чи більше рас належало 0,5 %. Частка іспаномовних становила 0,5 % від усіх жителів.
За віковим діапазоном населення розподілялося таким чином: 21,3 % — особи молодші 18 років, 58,5 % — особи у віці 18—64 років, 20,2 % — особи у віці 65 років та старші. Медіана віку мешканця становила 43,5 року. На 100 осіб жіночої статі у переписній місцевості припадало 110,3 чоловіків;  на 100 жінок у віці від 18 років та старших — 114,9 чоловіків також старших 18 років.
За межею бідності перебувало 34,9 % осіб, у тому числі 64,3 % дітей у віці до 18 років та 0,0 % осіб у віці 65 років та старших.
Цивільне працевлаштоване населення становило 56 осіб. Основні галузі зайнятості: роздрібна торгівля — 58,9 %, будівництво — 16,1 %, публічна адміністрація — 14,3 %.